# 博霍夫

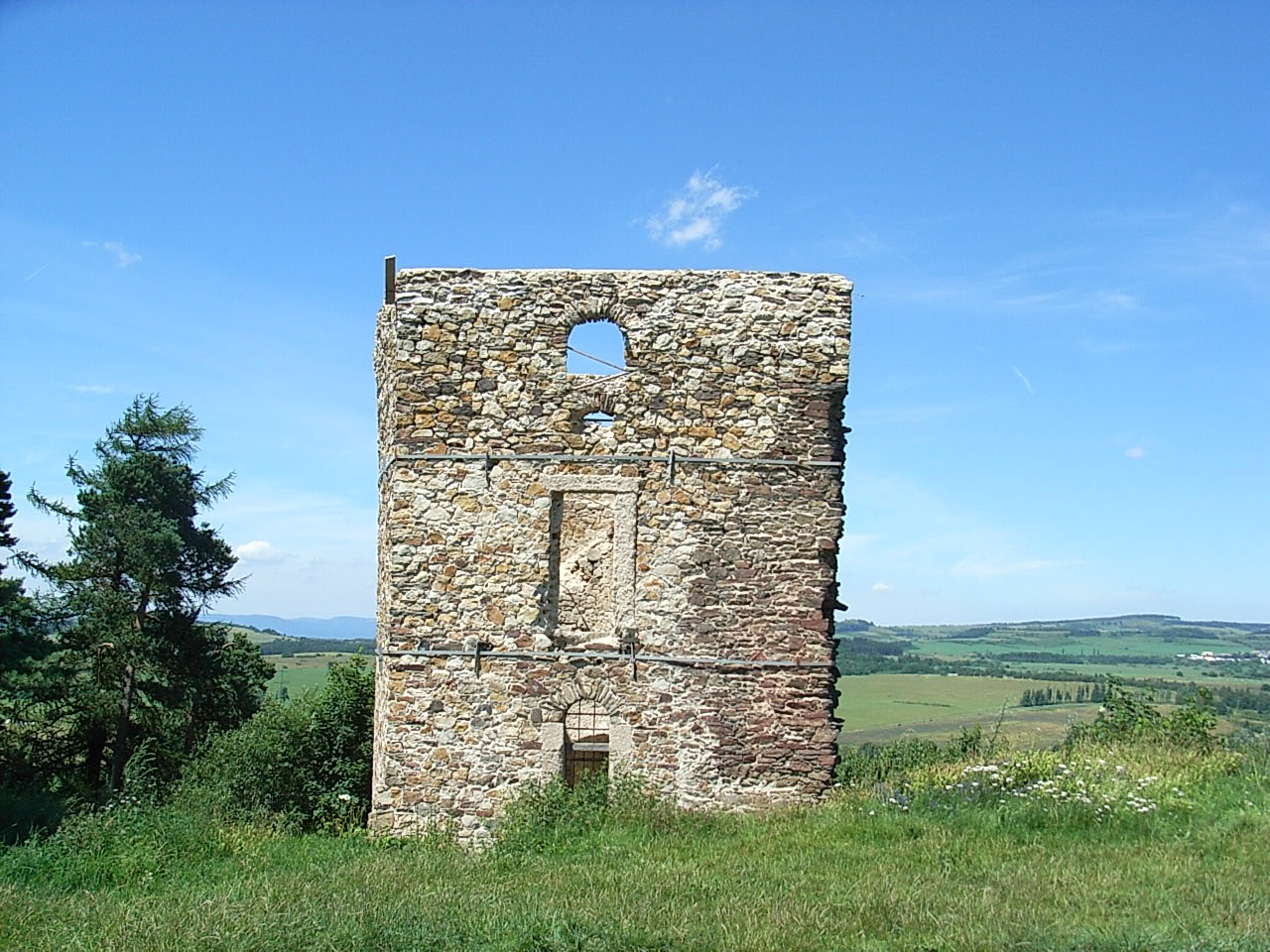

博霍夫是捷克的城鎮，位於該國西部，距離卡羅維發利約15公里，由卡羅維發利州負責管轄，面積95.65平方公里，海拔高度668米，2011年人口2,070。